# بتانی مکلین
بتانی مکلین (انگلیسی: Bethany McLean؛ ۱۲ دسامبر ۱۹۷۰ – ) یک روزنامه‌نگار اهل ایالات متحده آمریکا بود.